# Ponte dos Álamos
A Ponte dos Álamos foi construída na via romana secundária que ligava Milreu, em Estoi (Faro) a Salir (Loulé). Está agora localizada pouco a sul de Loulé, na Ribeira do Cadoiço, partindo da porta sul da cidade pela actual Rua São João de Brito (antiga Rua de Faro), constituindo um elemento do património arquitectónico da cidade. 
Ainda nesta via existia a Ponte romana de Tôr localizada pouco a sul da Tôr Loulé, na ribeira de Quarteira.
Muitas vezes esta ponte é dada como muçulmana ou mesmo quinhentista (por Dom Sebastião), ainda que apresente dois arcos de volta perfeita, típica construção romana, pois eles usavam os arcos que lhes ofereciam uma melhor distribuição de cargas do que os vãos que eram utilizados anteriormente, já que, ao contrário destes onde a carga era depositada no lintel, os arcos permitiam que a carga fosse transportada até aos pilares, oferecendo maior resistência às mesmas.
A ponte esteve sem utilização durante vários anos devido à degradação que apresentava, causada pela continuada acção da água. Estas circunstâncias levaram à necessidade de se realizar a reabilitação e o reforço estrutural da ponte dos Álamos. Esta incidiu na intervenção na estrutura da antiga ponte e arranjos na área envolvente, com um investimento que rondou os 60 mil euros. Esta intervenção também teve como objectivo a valorização do património arquitetónico da cidade Loulé, contribuindo para a criação de uma nova imagem da ribeira e possibilitando a passagem de automóveis pela ponte, a qual não era possivel anteriormente.
O executivo municipal inaugurou no dia 1 de Fevereiro de 2011, data em que se assinalou o 23º Aniversário da Cidade de Loulé, dia oficial da conclusão da reabilitação da Ponte dos Álamos.